# Motif (folkloristique)
Pour les articles homonymes, voir Motif.
Un motif, en anthropologie culturelle et en folkloristique, est un élément récurrent identifié par les folkloristes dans les traditions populaires d'un groupe humain lié à une aire culturelle. Dans une interprétation large, un motif peut relever du domaine de la musique, de la littérature orale ou écrite, des arts visuels ou textiles etc. Les motifs, qui s'associent entre eux pour créer des schémas (patterns) repérés par les folkloristes au sein d'un groupe donné, sont décrits, analysés, interprétés et comparés avec ceux d'autres cultures, afin de mieux comprendre les valeurs, les habitudes et les modes de vie de cultures particulières.
Dans un sens plus spécifique, le terme de motif est utilisé dans l'étude des contes et autres récits populaires. Il représente un épisode restreint, constituant un tout difficilement dissociable, que l'on peut retrouver dans des récits différents, relevant éventuellement de cultures différentes.

## Contes-types et motifs
L'étude des motifs récurrents dans les contes est parallèle à celle des contes-types. Comme le rappelle Derek Brewer, les motifs sont les briques constitutives (building blocks) qui sont utilisées pour remplir les cadres narratifs. Tandis que les types sont fluides, mais généralement reconnaissables, les motifs sont spécifiques, mais ne sont pas liés à un conte particulier, même si manifestement ils sont mieux adaptés à certains contes qu'à d'autres.

## L'étude des motifs narratifs par Stith Thompson
Le folkloriste américain Stith Thompson a établi l’Index des motifs sans doute le plus connu, qui complète l'index des contes-types ou classification Aarne-Thompson.

### Structure générale de la classification de Thompson
Le tableau ci-dessous présente un extrait de la classification de Thompson, dans sa version révisée et augmentée (Bloomington, Indiana University Press, 1955-1958).
A. Mythological motifs (« Motifs mythologiques »)
A0-A99. Creator (« Le Créateur »)
A100-A199. The gods in general (« Les dieux en général »)
A200-A299. Gods of the upper world (« Dieux du monde supérieur »)
(...)
A2800-A2899. Miscellaneous explanations (« Explications diverses »)
B. Animal motifs (« Motifs animaux »)
B0-B99. Mythical animals (« Animaux mythiques »)
B100-B199. Magic animals (« Animaux magiques »)
(...)
C. Motifs of tabu (« Motifs de tabou »)
C0-C99. Tabu connected with supernatural beings (« Tabou en relation avec des êtres surnaturels »)
(...)
C12. Devil invoked: appears unexpectedly (« Diable invoqué, apparaît de manière inattendue »)
C12.1. Devil called on for help (« Diable appelé à l'aide »)
C12.1.1. Man wishing to be conjurer fears helper he has called (« Homme voulant être enchanteur, prenant peur de l'auxiliaire qu'il a appelé »)
(...)
(...)
C100-C199. Sex tabu (« Tabou sexuel »)
(...)
D. Magic (« Magie »)
(...)
E. The Dead (« Les morts »)
(...)
F. Marvels (« Merveilles »)
(...)
G. Ogres (« Ogres »)
(...)

### La question de la définition d'un motif

#### Le motif selon Stith Thompson
« Un motif est le plus petit élément à l'intérieur d'un conte ayant le pouvoir de se maintenir dans la tradition. Pour posséder ce pouvoir, il doit avoir en lui quelque chose d'inhabituel et de frappant. La plupart des motifs se répartissent en trois classes. Il y a d'abord les acteurs du conte – dieux, animaux insolites, ou créatures du domaine du merveilleux telles que sorcières, ogres, fées, ou même des personnages humains stéréotypés, tels que le fils cadet favori ou la cruelle marâtre. En second lieu viennent certains éléments de l'arrière-plan de l'action – objets magiques, traditions insolites, croyances étranges, et assimilés. En troisième lieu viennent des incidents isolés – et ce sont eux qui constituent la grande majorité des motifs. »

— Stith Thompson, The Folktale
Les principes adoptés par Thompson ont fait l'objet de diverses remarques et critiques. Ainsi selon Hans-Jörg Uther, si en principe « les motifs représentent les briques de base pour ce qui est de la construction des récits » (des « unités narratives »), « un motif peut être une combinaison des trois éléments [cités par Thompson], par exemple quand une femme utilise un don magique pour transformer une situation donnée. »
En fait, dans la pratique, les frontières du motif et du conte-type sont souvent imprécises. Pour Joseph Courtès par exemple, il n'y a entre type et motif qu'une différence de longueur et de complexité.

#### La position de Courtès
Courtès apporte une critique argumentée au système de classification de Thompson, pour introduire ensuite ses propres suggestions. Il remarque d'abord que le côté frappant (« striking ») est souvent d'ordre culturel, ce qui est frappant dans une culture ne l'étant pas forcément dans une autre. Surtout, il regrette le côté « hétéroclite » de la typologie, qui lui semble mêler des critères « thématiques » (à un certain  niveau d'abstraction) et « figuratifs » (plus concrets, incarnés). Pour lui, les entrées thématiques de l'Index ressortent du niveau classificatoire, et ne devraient pas être utilisées en tant que telles. De plus, Thompson lui paraît multiplier parfois inutilement les subdivisions (il donne l'exemple de l'entrée D1551, « Waters magically divide and close », pour laquelle Thompson indique 6 sous-catégories en fonction de l'instrument ou du moyen par lesquels les eaux se divisent, alors que ceux-ci n'ont aucune incidence sur le schéma narratif). Il montre aussi, à titre d'exemple, que le chapitre "B. Animals" de Thompson est loin de contenir toutes les entrées relatives à des animaux, puisqu'on en trouve dispersées « dans presque tous les autres chapitres de l'Index » : la division en chapitres est donc en grande partie empirique. Il estime par ailleurs hasardeuse la tripartition initiale retenue par Thompson pour sa définition (voir ci-dessus) : pour lui, le motif doit clairement être considéré comme un « micro-récit », et donc les deux premières catégories indiquées ont peu de pertinence.
Courtès plaide en fait pour une typologie « syntaxique » des motifs : de même qu'une phrase simple contient un sujet, un verbe et un complément d'objet, ainsi en est-il des épisodes élémentaires du récit. Or c'est la fonction (le verbe) qui devrait être considérée comme l'invariant du motif, car les sujets et les objets possibles peuvent être multipliés à l'infini (ce sont de simples « variations figuratives »). Courtès juge que sa propre approche permet de réinterpréter l'approche du philologue Joseph Bédier, dont « l'élément ω », jamais défini clairement comme l'a remarqué Propp, correspondrait en fait à sa propre redéfinition du motif ; un « type » équivalant alors à une « forme syntaxique complexe ».

#### Motif, figures, parcours et thème
Jean-Jacques Vincensini, qui s'intéresse en particulier aux motifs et thèmes dans le récit médiéval, cherche lui aussi à définir plus précisément le motif (qu'il qualifie de « micro-récit stéréotypé »). Il souligne d'abord que celui-ci est une entité virtuelle, dont les textes font apparaître les manifestations concrètes et variables. Il se base pour sa proposition sur les notions suivantes :
- la « figure » (en narratologie) est une « combinaison de traits de sens qui trouvent des expressions correspondantes mais variables au niveau du monde naturel ». Ainsi les sèmes « animal », « mammifère » et « civilisateur » peuvent se traduire par les termes « cerf », « bœuf », « taureau » ou « chameau ».
- un « parcours » figuratif est une disposition ordonnée, structurée, de figures.
- un « thème » (qu'il définit comme « ce dont on parle ») est une notion abstraite, uniquement conceptuelle, telle que : la bonté, l'équité, l'amour, la bonne foi, la vengeance, le silence...

Le motif lui paraît « ordonner en un système cohérent » deux niveaux de sens : l’invariant figuratif (qui organise les figures en un ou plusieurs « parcours ») et le thème ; c'est de la combinaison de ces deux éléments que naît le motif, lequel englobe donc le thème. Parmi divers exemples, il cite le motif du « cœur mangé », qu'il renomme de façon plus précise le « repas cannibale vengeur ». L'épisode du cœur mangé intervient en effet à l'appui de divers thèmes (par exemple le désir d'appropriation de la sagesse du propriétaire originel dudit cœur), mais le motif considéré ici s'inscrit dans le cadre de la vengeance : l'offensé (souvent un mari trompé), pour se venger, fait manger à son insu par l'offenseur (la femme adultère...) le cœur de l'amant, avant de lui révéler la vérité sur l'horrible repas. Vincensini insiste sur la nécessité d'intituler les motifs de la façon la plus précise et pertinente possible, et donne comme exemples : le vase discriminant, le don contraignant, la fondation rusée grâce à une peau d'animal, la libération d'une femme punie par immersion, etc. Il estime enfin que la question « irritante » de la dimension des motifs narratifs est finalement surmontable : le motif doit être considéré « en extension », car si ses éléments indivisibles peuvent paraître banals, une fois ordonnés et agencés, ils produisent un micro-récit frappant, voire « saisissant » (on retrouve donc là le caractère frappant suggéré par Thompson).

## Motifs et motifèmes
Dans son analyse structurale des contes, Alan Dundes a proposé le concept de motifème, qui représente un niveau d'abstraction plus élevé que le motif, lequel en est la manifestation. Les différents types de réalisations d'un motif donné sont appelés des allomotifs, terme lui-même abstrait. Par exemple, le motifème Lack (=Manque) se retrouve dans les contes d'Amérique du nord sous les allomotifs Terre absente et Soleil absent ; ces allomotifs se réalisent dans les motifs « À une époque, la terre n'existait pas », « L'eau recouvrait ce qui est aujourd'hui la terre » et « Il y a longtemps, le soleil n'existait pas ».

## Motifs et images mentales
Nicole Belmont, qui s'intéresse particulièrement, dans sa Poétique du conte, au point de vue des conteurs, évoque les images mentales, « véritablement hallucinatoires », qui reviennent en premier lieu à l'esprit du conteur s'apprêtant à narrer son conte, et qui lui permettent de reconstruire à l'avance toute la séquence narrative : c'est la mémoire visuelle qui est donc sollicitée ici. Elle commente : « Il est troublant de penser que ces images mentales si vigoureuses sont réduites par les "savants" au rang de motifs et que notre usage excessif de l'écriture ne nous permet plus de les visualiser mentalement, même si nous sommes encore sensibles à leur beauté ». Se référant à Freud, elle évoque à ce sujet le mécanisme mental de la condensation, à l'œuvre également dans le rêve : « les images et mises en scène vigoureuse du récit (...) sont celles qui ont subi la plus grande condensation. Gravées dans la mémoire, elles sont aussi porteuses de sens latents nombreux et intenses ».

## Motifs aveugles et motifs tronqués
Max Lüthi, mentionné par Nicole Belmont, propose dans Le Conte européen : Forme et Nature les notions de motif aveugle (en allemand : blindes Motiv, motif n'ayant aucune fonction narrative, ni au moment où il apparaît dans le récit, ni plus tard) et de motif tronqué (en allemand : stumpfes Motiv, motif remplissant une fonction ponctuelle, mais ne réapparaissant plus par la suite). Souvent imputés à une transmission défectueuse ou une tradition décadente, ils contribuent pourtant au charme qui émane des contes.